# منكاس

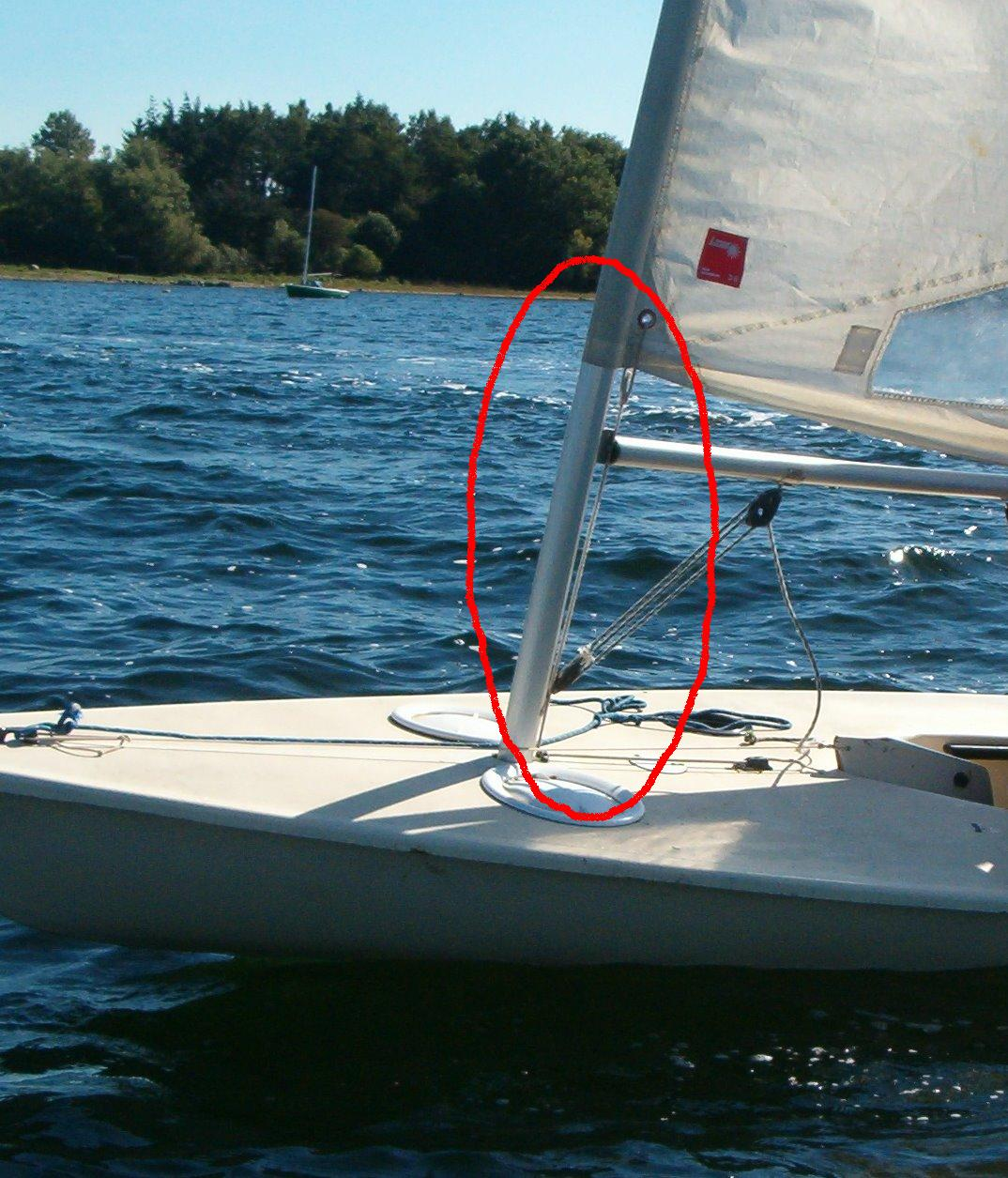
صورة لنوع من المناكيس يسمى كاننغهام (Cunningham)

المِنكاس حبلٌ يكون جزءًا حبال الشراع من القوارب الشراعية؛ يُطبق قوة سحب على الصاري أو شراع.